# میکا تاد
میکا تاد (انگلیسی: Mika Todd؛ زادهٔ ۲۸ مهٔ ۱۹۸۴) یک موسیقی‌دان اهل ایالات متحده آمریکا است.